# Lynsted
Lynsted es una parroquia civil y un pueblo del distrito de Swale, en el condado de Kent (Inglaterra).

## Demografía
Según el censo de 2001, Lynsted tenía 1052 habitantes (49,62% varones, 50,38% mujeres). El 21,67% eran menores de 16 años, el 73% tenían entre 16 y 74 y el 5,32% eran mayores de 74. La media de edad era de 38,89 años. Del total de habitantes con 16 o más años, el 26,33% estaban solteros, el 60,8% casados y el 12,86% divorciados o viudos. 494 eran económicamente activos, de los que 465 (96,07%) estaban empleados y 19 (3,93%) desempleados. Había 418 hogares con residentes y 15 vacíos.